# 鳥取県道281号河内槙原線
鳥取県道281号河内槙原線（とっとりけんどう281ごう こうちまきはらせん）は、鳥取県鳥取市を通る一般県道である。

## 概要
鳥取市鹿野町河内から鳥取市槙原に至る。

### 路線データ
- 起点：鳥取県鳥取市鹿野町河内（鳥取県道21号鳥取鹿野倉吉線交点）
- 終点：鳥取県鳥取市槙原（鳥取県道32号郡家鹿野気高線・鳥取県道49号鳥取河原用瀬線交点）
- 未開通区間：鳥取県鳥取市鹿野町河内

## 歴史
- 1993年（平成5年）5月11日 - 建設省から、県道河内鳥取線の一部を鳥取河原用瀬線として主要地方道に指定される[1]。
- 1994年（平成6年）3月15日 - 鳥取県告示第225号により鳥取県道281号河内槙原線として認定される[2]。

前身は鳥取県道281号河内鳥取線（鳥取県告示第226号により廃止）。鳥取市徳尾 - 鳥取市槙原間が鳥取県道49号鳥取河原用瀬線に移行したことに伴い同路線に移行しなかった部分が本路線になった。

## 地理

### 通過する自治体
- 鳥取県
  - 鳥取市

### 交差する道路
| 交差する道路                                          | 交差する場所 | 交差する場所 |
| ----------------------------------------------------- | ------------ | ------------ |
| 鳥取県道21号鳥取鹿野倉吉線                            | 鹿野町河内   | 起点         |
| 未開通区間                                            |              |              |
| 鳥取県道32号郡家鹿野気高線 鳥取県道49号鳥取河原用瀬線 | 槙原         | 終点         |

### 沿線
- 安蔵森林公園
- 安蔵公園